# Obryta
Obryta (deutsch Groß Schönfeld) ist ein Dorf in der Gmina Warnice (Gemeinde Warnitz) im Powiat Pyrzycki (Pyritzer Kreis) der polnischen Woiwodschaft Westpommern.

## Geographische Lage
Das Dorf liegt in der historischen Landschaft Weizacker in Hinterpommern, etwa 30 Kilometer südöstlich der Stadt Stettin.
Durch das Dorf verläuft von Südwest nach Nordost die Woiwodschaftsstraße 106. Nachbarorte sind im Norden Reńsko (Schönbrunn), im Nordosten an der Woiwodschaftsstraße Barnim (Barnimskunow), im Südosten die Streusiedlung Nowy Przylep (Neu Prilipp), im Süden Stary Przylep (Alt Prilipp) und im Südwesten Grędziec (Schöningen) und Czernice (Sehmsdorf). Südwestlich des Dorfes an der Woiwodschaftsstraße liegt die Wüstung Paß.
Westlich des Dorfes befindet sich die Bahnstrecke Stargard Szczeciński–Godków (Bahnstrecke Stargard–Jädickendorf) mit einem Bahnhof.

## Geschichte

Groß Schönfeld (Schonefeldt) südsüdöstlich des Stettiner Haffs, südöstlich des Madüsees (Madui Lacus) und südsüdwestlich von Warnitz auf der Landkarte des Eilhard Lubinus von 1618 (Ausschnitt)

Das Dorf wurde möglicherweise erstmals in einer Urkunde aus den Jahren 1180/1183 unter der Bezeichnung Schoneuelt genannt. Doch ist unter den Historikern bereits umstritten, ob diese Urkunde, mit der angeblich Bischof Konrad I. von Pommern dem Kloster Kolbatz seinen Besitz bestätigte und ihm in einer Reihe von Dörfern den Bischofszehnten verlieh, überhaupt echt ist. Ferner ist umstritten, ob mit Schoneuelt dieses Dorf, das spätere Groß Schönfeld, gemeint wäre oder vielmehr das spätere Klein Schönfeld.
Die erste sichere Nennung des Dorfes stammt aus einer Urkunde aus den Jahren 1200/1208, mit der Herzog Bogislaw II. von Pommern dem Kloster Kolbatz seinen Besitz bestätigte. Das Dorf erschien hier unter seinem slawischen Namen Wobrita. Die Nennung von Schonenuelt in einer Urkunde aus dem Jahre 1235, einer Besitzbestätigung Herzog Barnim I. von Pommern für das Kloster Kolbatz, wird ebenfalls auf dieses Dorf bezogen und stellt dann den deutschen Namen des Dorfes dar. Aus dem Nebeneinander von slawischem und deutschem Ortsnamen kann geschlossen werden, dass neben dem slawischen Dorf eine deutsche Ansiedlung entstanden war.
Das Dorf blieb im Besitz des Klosters Kolbatz. Spätere Nennungen des Dorfes erfolgten im Jahre 1236 als Schoneuelt in einer Urkunde Bischof Konrad III. von Cammin, im Jahre 1237 in einer Besitzbestätigung durch Papst Gregor IX. für das Kloster Kolbatz, im Jahre 1240 in einer weiteren Besitzbestätigung durch Herzog Barnim I. von Pommern und im Jahre 1242 in einer Besitzbestätigung durch die Markgrafen Johann I. und Otto III. von Brandenburg.
Brüggemann (1784) führt Groß-Schönfeld unter den Dörfern des Amtes Kolbatz auf. In diesem Amt Kolbatz war der Besitz des ehemaligen, in der Reformationszeit säkularisierten Klosters Kolbatz zusammengefasst. Damals bestanden in dem Dorf 52 Haushaltungen („Feuerstellen“), darunter ein Freischulze, 22 Bauern, fünf Kossaten, ein Schmied und ein Schulmeister. Ferner bestand eine Kirche. Damals verlief die „große Landstraße“ von Pyritz nach Stargard und Preußen zwischen der Feldmark von Groß Schönfeld und der Feldmark des nordwestlich gelegenen Fleckens Werben.
Bei der im Jahre 1817 erfolgten Regulierung der gutsherrlichen und bäuerlichen Verhältnisse (siehe: Preußische Agrarverfassung) des Dorfes wurden Flächen an den Staat abgetreten. Auf diesen wurde ein Dorf gegründet, das zunächst Neu-Schönfeld genannt wurde, dann aber den Namen Sehmsdorf erhielt, nach einem Amtsrat Sehmsdorf, langjährigem Pächter des Amtes Pyritz.
Berghaus (1868) zählt Groß-Schönfeld als Kirchdorf unter den ländlichen Ortschaften im Bezirk des Domänen-Rentamts Pyritz im Pyritzer Kreis auf. Groß-Schönfeld hatte damals 394 Einwohner. Es bestanden unter anderem 22 Bauernhöfe, fünf Kossätenhöfe, eine Schmiede, eine Küsterschule, eine Windmühle und ein Krug. Das vormalige Freischulzengut war damals bereits an 15 Bauern verkauft, die das Land unter sich aufgeteilt hatten. Die Kirche bezeichnete Berghaus als „eine der reichsten Dorfkirchen auf dem Festlande von Pommern“.
Vor 1945 bildete Groß Schönfeld, zu dem auch die drei Wohnplätze Bahnhof Groß Schönfeld, Sehmsdorf und Ziegelei gehörten, eine Landgemeinde im Kreis Pyritz der preußischen Provinz Pommern. Im Jahre 1933 wurden 501 Einwohner gezählt, im Jahre 1939 nur noch 489 Einwohner.
Gegen Ende des Zweiten Weltkriegs besetzte im Frühjahr 1945 die Rote Armee die Region. Kurz darauf Groß Schönfeld zusammen mit ganz Hinterpommern unter polnische Verwaltung gestellt. Groß Schönfeld erhielt den polnischen Ortsnamen Obryta, in Anlehnung an den aus dem Anfang des 13. Jahrhunderts überlieferten slawischen Ortsnamen Wobrita. Soweit die Einwohner nicht geflohen waren, wurden sie in der darauf folgenden Zeit vertrieben und durch zuwandernde Polen ersetzt. Heute bildet das Dorf ein eigenes Schulzenamt in der Gmina Warnice (Gemeinde Warnitz).

## Sehenswürdigkeiten
- Dorfkirche, Findlingsbau, 1845 erweitert und stark verändert. Nach 1945 eine Ruine, 1994 wieder aufgebaut.